# Sounds of Liberation
Sounds of Liberation is een album van de Amerikaanse band Ché. Het album is opgenomen tussen 20 en 23 februari 2000. Jamsessies tussen de leden gingen hieraan vooraf nadat ze waren gestopt met hun vorige band.

## Track listing
| nr. | titel                      | duur |
| --- | -------------------------- | ---- |
| 1   | Hydraulicks                | 4:23 |
| 2   | The Knife                  | 3:39 |
| 3   | Pray for Rock              | 5:17 |
| 4   | Sounds of Liberation       | 6:11 |
| 5   | Adelante                   | 5:13 |
| 6   | Blue Demon                 | 6:13 |
| 7   | The Day the Pirate Retired | 4:39 |

## Bandleden
- Brant Bjork - zang, gitaar
- Dave Dinsmore - basgitaar
- Alfredo Hernández - drums